# Надеждин, Николай Иванович (протоиерей)
Николай Иванович Надеждин (1813—1891) — протоиерей Русской православной церкви, настоятель Собора Василия Блаженного, председатель Московского комитета по исправлению церковно-богослужебных книг, педагог и духовный писатель.

## Биография
Родился в 1813 году в селе Дымове Скопинского уезда Рязанской губернии в семье местного священника. По окончании курса в Скопинском духовном училище, в Рязанской духовной семинарии и Московской духовной академии со степенью магистра богословия в 1836 году получил место профессора философии в Рязанской семинарии. Далее был профессором философии Вифанской духовной семинарии и профессором словесности (с 1838 года) в Московской духовной семинарии.
В 1843 году посвящен во священники к церкви Святой Троицы на Хохловке, но вскоре переведен к церкви священномученика Антипия у Колымажного двора и получил место законоучителя Первой московской гимназии.
Возведенный в 1860 году в сан протоиерея, Надеждин назначен настоятелем Гавриило-Архангельской почтамтской церкви, в 1871 году — благочинным Сретенского сорока, а в 1873 году настоятелем Покровского собора и благочинным Китайского сорока.
Когда в Москве был учрежден комитет по исправлению церковно-богослужебных книг, председательствование в котором было возложено на Надеждина; им лично был просмотрен и исправлен «Служебник». Кроме того, Надеждин немало потрудился и в качестве благочинного, рассматривателя проповедей, члена так называемого оспенного и нескольких благотворительных комитетов и сотрудника в «Московских церковных ведомостях» и других московских изданиях, где им был напечатан ряд статей по разным церковным вопросам, а также на темы, касающиеся быта духовенства.
Был женат на Глафире Александровне (1823—1863), дочери сакеллария Успенского собора Александра Сергеевича Попова (1792—1853).
Умер 30 декабря 1890 (11 января 1891) года в Москве и был похоронен на Даниловском кладбище; могила утрачена.
За свою многолетнюю и разностороннюю деятельность Н. И. Надеждин, кроме орденов (до ордена Святой Анны 1-й степени) и других наград, был пожалован в 1886 году золотым с бриллиантами наперсным крестом.